# Basquetebol nos Jogos Olímpicos de Verão da Juventude de 2010 - Masculino
O torneio masculino de basquetebol nos Jogos Olímpicos de Verão da Juventude de 2010 ocorreu entre 15 e 23 de agosto no *scape Youth Space. Vinte equipes participaram do evento que foi disputado no formato 3 por 3 (3-on-3).

## Medalhistas
|  | SRB Sérvia                                                                  |  | CRO Croácia                                                   |  | GRE Grécia                                                                     |
|  | Sasa Avramović Marko Radonjić Nemanja Bezbradica Stefan Popovski-Turanjanin |  | Matej Buovac Tomislav Grubišić Stipe Krstanović Marko Ramljak |  | Theodoros Tsiloulis Spyridon Panagiotaras Lampros Vlachos Emmanuel Tselentakis |

## Formato
As vinte equipes foram divididas em quatro grupos de cinco equipes, enfrentando-se dentro do grupo. As duas primeiras colocadas de cada grupo classificaram-se para os jogos eliminatórias, iniciando das quartas-de-final, onde foram definidas as posições do primeiro ao oitavo lugar. As equipes que finalizaram em terceiro e quarto lugar nos grupos da primeira fase disputaram jogos eliminatórios para definir as posições entre o 9º e o 16º lugar, e as últimas colocadas nos grupos integraram um grupo único onde foi definido as posições de 17º a 20º.

## Regras FIBA 33
O basquetebol 3 por 3 possui algumas regras específicas de disputa:
- Apenas metade da quadra de basquetebol é usada para o jogo;
- Cada equipe é composta por três jogadores titulares e um reserva;
- O tempo de jogo consiste de 2 períodos de 5 minutos ou até umas das equipes marcar 33 pontos;
- A equipe com a posse da bola deve tentar um arremesso em até 10 segundos.
- A bola deve ser retirada da linha de 3 pontos e tocada por dois companheiros (receptor da bola/driblador e um outro companheiro) antes de um arremesso ser tentado.

## Resultados

### Preliminares
|  | Classificados às quartas-de-final |

#### Grupo A
| Equipe            | P | J | V | D | PF  | PC  | SP  |
| ----------------- | - | - | - | - | --- | --- | --- |
| SRB Sérvia        | 8 | 4 | 4 | 0 | 128 | 76  | +52 |
| GRE Grécia        | 7 | 4 | 3 | 1 | 92  | 94  | -2  |
| NZL Nova Zelândia | 6 | 4 | 2 | 2 | 79  | 90  | -11 |
| PUR Porto Rico    | 5 | 4 | 1 | 3 | 110 | 99  | +11 |
| IND Índia         | 4 | 4 | 0 | 4 | 66  | 116 | -50 |

Todas as partidas seguem o horário de Singapura (UTC+8)
| 15 de agosto 09:00 | Relatório | Grécia GRE                                                               | 22–19 | NZL Nova Zelândia                                                   |  | Árbitros: SIN Poh Seng Steve Goh URU Alejandro Sánchez Varela |  |
| 15 de agosto 09:00 | Relatório | Pts: Lampros Vlachos (8) Rbts: Vlachos (4) Asts: Theodoros Tsiloulis (2) |       | Pts: Ben Fraser (7) Rbts: Reuben Te Rangi (5) Asts: James Ashby (1) |  | Árbitros: SIN Poh Seng Steve Goh URU Alejandro Sánchez Varela |  |

| 15 de agosto 11:00 | Relatório | Índia IND                                                         | 15–33 | PUR Porto Rico                                                                       |  | Árbitros: GER Robert Lottermoser KOR Kim Bo-Hui |  |
| 15 de agosto 11:00 | Relatório | Pts: Shyam Sunder (10) Rbts: Sukhjeet (4) Asts: Amit Kanarjee (1) |       | Pts: Kristian Medina (16) Rbts: Medina, Ángel Torres (6 cada) Asts: Onix Collazo (2) |  | Árbitros: GER Robert Lottermoser KOR Kim Bo-Hui |  |

| 16 de agosto 09:00 | Relatório | Sérvia SRB | 33–19 | IND Índia                                                       |  | Árbitros: FRA Joseph Bissang USA Angelica Suffren |  |
| 16 de agosto 09:00 | Relatório | Pts: Nemanja Bezbradica (15) Rbts: Sasa Avramovic (8) Asts: Avramovic, Stefan Popovski-Turanjanin, Marko Radonjic (2 cada) |       | Pts: Shyam Sunder (10) Rbts: Sunder (2) Asts: Kirti Goswani (1) |  | Árbitros: FRA Joseph Bissang USA Angelica Suffren |  |

| 16 de agosto 11:00 | Relatório | Porto Rico PUR                                                                                    | 21–23 | GRE Grécia                                                                      |  | Árbitros: BEL Renaud Geller SUI David Musard |  |
| 16 de agosto 11:00 | Relatório | Pts: Kristian Medina (9) Rbts: Medina, Onix Collazo (6 cada) Asts: Collazo, Ángel Torres (1 cada) |       | Pts: Spyridon Panagiotaras (9) Rbts: Panagiotaras (7) Asts: Lampros Vlachos (1) |  | Árbitros: BEL Renaud Geller SUI David Musard |  |

| 17 de agosto 09:00 | Relatório | Nova Zelândia NZL                                                  | 30–26 | PUR Porto Rico                                                            |  | Árbitros: FRA Joseph Bissang TUR Elif Inci |  |
| 17 de agosto 09:00 | Relatório | Pts: James Ashby (12) Rbts: Reuben te Rangi (9) Asts: te Rangi (4) |       | Pts: Kristian Medina (13) Rbts: Abdiel Badillo (6) Asts: Ángel Torres (1) |  | Árbitros: FRA Joseph Bissang TUR Elif Inci |  |

| 17 de agosto 11:00 | Relatório | Grécia GRE | 14–34 | SRB Sérvia                                                                                            |  | Árbitros: GER Robert Lottermoser RUS Alexey Davydov |  |
| 17 de agosto 11:00 | Relatório | Pts: Theodoros Tsiloulis (10) Rbts: Lampros Vlachos, Emmanuel Tselentakis, Spyridon Panagiotaras (2 cada) Asts: Panagiotaras (2) |       | Pts: Marko Radonjic (14) Rbts: Stefan Popovski-Turanjanin (8) Asts: Radonjic, Sasa Avramovic (2 cada) |  | Árbitros: GER Robert Lottermoser RUS Alexey Davydov |  |

| 18 de agosto 09:00 | Relatório | Índia IND                                             | 20–33 | GRE Grécia                                                                                  |  | Árbitros: MOZ Naftal Chongo BRA Flávia Almeida |  |
| 18 de agosto 09:00 | Relatório | Pts: Kirti Goswani (9) Rbts: Shyam Sunder (3) Asts: 0 |       | Pts: Theodoros Tsiloulis (12) Rbts: Tsiloulis, Lampros Vlachos (5 cada) Asts: Tsiloulis (4) |  | Árbitros: MOZ Naftal Chongo BRA Flávia Almeida |  |

| 18 de agosto 11:00 | Relatório | Sérvia SRB                                                                        | 30–13 | NZL Nova Zelândia                            |  | Árbitros: BEL Renaud Geller JPN Yoko Tomita |  |
| 18 de agosto 11:00 | Relatório | Pts: Sasa Avramovic (12) Rbts: Stefan Popovski-Turanjanin (7) Asts: Avramovic (1) |       | Pts: James Ashby (7) Rbts: Ashby (6) Asts: 0 |  | Árbitros: BEL Renaud Geller JPN Yoko Tomita |  |

| 19 de agosto 09:00 | Relatório | Porto Rico PUR                                           | 30–31 | SRB Sérvia |  | Árbitros: RUS Alexey Davydov BRA Flávia Almeida |  |
| 19 de agosto 09:00 | Relatório | Pts: Kristian Medina (20) Rbts: Onix Collazo (6) Asts: 0 |       | Pts: Sasa Avramovic, Marko Radonjic, Nemanja Bezbradica (8 cada) Rbts: Radonjic (5) Asts: Stefan Popovski-Turanjanin (2) |  | Árbitros: RUS Alexey Davydov BRA Flávia Almeida |  |

| 19 de agosto 11:00 | Relatório | Nova Zelândia NZL                                                                   | 17–12 | IND Índia                                                                                      |  | Árbitros: SUI David Musard USA Angelica Suffren |  |
| 19 de agosto 11:00 | Relatório | Pts: Michael Karena, Reuben te Rangi (6 cada) Rbts: James Ashby (7) Asts: Ashby (2) |       | Pts: Amit Kanarjee, Sukhjeet (4 cada) Rbts: Kanarjee (6) Asts: Kanarjee, Shyam Sunder (1 cada) |  | Árbitros: SUI David Musard USA Angelica Suffren |  |

#### Grupo B
| Equipe        | P | J | V | D | PF  | PC  | SP  | CD |
| ------------- | - | - | - | - | --- | --- | --- | -- |
| ARG Argentina | 8 | 4 | 4 | 0 | 112 | 88  | +24 |    |
| LTU Lituânia  | 6 | 4 | 2 | 2 | 120 | 96  | +24 | +9 |
| EGY Egito     | 6 | 4 | 2 | 2 | 108 | 95  | +13 | -4 |
| IRI Irã       | 6 | 4 | 2 | 2 | 95  | 95  | 0   | -5 |
| PAN Panamá    | 4 | 4 | 0 | 4 | 58  | 119 | -61 |    |

| 15 de agosto 09:30 | Relatório | Irã IRI                                                                                   | 27–21 | EGY Egito                                                                               |  | Árbitros: FRA Joseph Bissang SUI David Musard |  |
| 15 de agosto 09:30 | Relatório | Pts: Amir Sedighi (10) Rbts: Arman Zangeneh (7) Asts: Sedighi, Sajjad Mashayekhi (1 cada) |       | Pts: Romeh Elsadani (9) Rbts: Khaled Ibrahim (9) Asts: Elsadani, Assem Elgindy (1 cada) |  | Árbitros: FRA Joseph Bissang SUI David Musard |  |

| 15 de agosto 11:30 | Relatório | Panamá PAN | 14–33 | LTU Lituânia                                                               |  | Árbitros: USA Angelica Suffren MNP Gabriel White |  |
| 15 de agosto 11:30 | Relatório | Pts: Enrique Grenald, Alejandro Grant (5 cada) Rbts: Grenald, Darwin Archibold (3 cada) Asts: Bryan Waithe (1) |       | Pts: Marijus Uzupis (18) Rbts: Rokas Narkevicius (7) Asts: Narkevicius (3) |  | Árbitros: USA Angelica Suffren MNP Gabriel White |  |

| 16 de agosto 09:30 | Relatório | Argentina ARG                                                                         | 27–16 | PAN Panamá                                                                                       |  | Árbitros: RUS Alexey Davydov CUB Judith Hodelin |  |
| 16 de agosto 09:30 | Relatório | Pts: Carlos Benítez (14) Rbts: Tomás Zanzottera, Juan Rossi (10 cada) Asts: Rossi (2) |       | Pts: Enrique Grenald, Darwin Archibold (5 cada) Rbts: Alejandro Grant (5) Asts: Bryan Waithe (1) |  | Árbitros: RUS Alexey Davydov CUB Judith Hodelin |  |

| 16 de agosto 11:30 | Relatório | Lituânia LTU                                                                     | 29–18 | IRI Irã                                                                                             |  | Árbitros: URU Alejandro Sánchez Varela TUR Elif Inci |  |
| 16 de agosto 11:30 | Relatório | Pts: Rokas Narkevicius (11) Rbts: Narkevicius (10) Asts: Martynas Paliukenas (4) |       | Pts: Amir Sedighi (14) Rbts: Sedighi (10) Asts: Sedighi, Arman Zangeneh, Sajjad Mashayekhi (1 cada) |  | Árbitros: URU Alejandro Sánchez Varela TUR Elif Inci |  |

| 17 de agosto 09:30 | Relatório | Egito EGY                                                | 33–31 | LTU Lituânia |  | Árbitros: MOZ Naftal Chongo SIN Poh Seng Steve Goh |  |
| 17 de agosto 09:30 | Relatório | Pts: Assem Elgindy (16) Rbts: Khaled Ibrahim (6) Asts: 0 |       | Pts: Rokas Narkevicius (11) Rbts: Narkevicius, Martynas Paliukenas (5 cada) Asts: Mantas Mockevicius, Paliukenas (2 cada) |  | Árbitros: MOZ Naftal Chongo SIN Poh Seng Steve Goh |  |

| 17 de agosto 11:30 | Relatório | Irã IRI                                                               | 21–24 | ARG Argentina                                                       |  | Árbitros: SRB Milija Vojinovic USA Angelica Suffren |  |
| 17 de agosto 11:30 | Relatório | Pts: Amir Sedighi (13) Rbts: Sedighi (11) Asts: Sajjad Mashayekhi (1) |       | Pts: Carlos Benítez (11) Rbts: Martín Massone (5) Asts: Massone (2) |  | Árbitros: SRB Milija Vojinovic USA Angelica Suffren |  |

| 18 de agosto 09:30 | Relatório | Panamá PAN                                                            | 21–29 | IRI Irã |  | Árbitros: GER Robert Lottermoser SIN Poh Seng Steve Goh |  |
| 18 de agosto 09:30 | Relatório | Pts: Darwin Archibold (9) Rbts: Enrique Grenald (8) Asts: Grenald (4) |       | Pts: Mohammad Ojaghi, Amir Sedighi (10 cada) Rbts: Arman Zangeneh (16) Asts: Ojaghi, Sedighi, Zangeneh (1 cada) |  | Árbitros: GER Robert Lottermoser SIN Poh Seng Steve Goh |  |

| 18 de agosto 11:30 | Relatório | Argentina ARG                                                    | 30–24 | EGY Egito                                                                               |  | Árbitros: MNP Gabriel White RUS Alexey Davydov |  |
| 18 de agosto 11:30 | Relatório | Pts: Tomás Zanzottera (15) Rbts: Juan Rossi (12) Asts: Rossi (1) |       | Pts: Khaled Ibrahim, Assem Elgindy (10 cada) Rbts: Romeh Elsadani (6) Asts: Ibrahim (1) |  | Árbitros: MNP Gabriel White RUS Alexey Davydov |  |

| 19 de agosto 09:30 | Relatório | Lituânia LTU                                                                                    | 27–31 | ARG Argentina                                                            |  | Árbitros: FRA Joseph Bissang GER Robert Lottermoser |  |
| 19 de agosto 09:30 | Relatório | Pts: Marijus Uzupis, Rokas Narkevicius (9 cada) Rbts: Uzupis (13) Asts: Martynas Paliukenas (3) |       | Pts: Tomás Zanzottera (11) Rbts: Martín Massone (7) Asts: Zanzottera (2) |  | Árbitros: FRA Joseph Bissang GER Robert Lottermoser |  |

| 19 de agosto 11:30 | Relatório | Egito EGY                                                          | 30–7 | PAN Panamá                                                 |  | Árbitros: SRB Milija Vojinovic MNP Gabriel White |  |
| 19 de agosto 11:30 | Relatório | Pts: Khaled Ibrahim (13) Rbts: Assem Elgindy (9) Asts: Elgindy (2) |      | Pts: Enrique Grenald (5) Rbts: Alejandro Grant (6) Asts: 0 |  | Árbitros: SRB Milija Vojinovic MNP Gabriel White |  |

#### Grupo C
| Equipe                        | P | J | V | D | PF  | PC  | SP  | CD |
| ----------------------------- | - | - | - | - | --- | --- | --- | -- |
| USA Estados Unidos            | 8 | 4 | 4 | 0 | 113 | 86  | +27 |    |
| ISR Israel                    | 6 | 4 | 2 | 2 | 96  | 85  | +11 | +5 |
| CAF República Centro-Africana | 6 | 4 | 2 | 2 | 103 | 96  | +7  | +3 |
| TUR Turquia                   | 6 | 4 | 2 | 2 | 94  | 104 | -10 | -8 |
| SIN Singapura                 | 4 | 4 | 0 | 4 | 76  | 111 | -35 |    |

| 15 de agosto 10:00 | Relatório | Singapura SIN                                                                           | 17–25 | CAF República Centro-Africana                                                 |  | Árbitros: BEL Renaud Geller SRB Milija Vojinovic |  |
| 15 de agosto 10:00 | Relatório | Pts: Mingrong Jabez Su (9) Rbts: Wen Qiang Russell Low (3) Asts: Larry Hua Sen Liew (1) |       | Pts: Rochris Gouzhy (12) Rbts: Neil Londoumon (6) Asts: Gouzhy, Londoumon (1) |  | Árbitros: BEL Renaud Geller SRB Milija Vojinovic |  |

| 15 de agosto 12:00 | Relatório | Estados Unidos USA                                             | 23–17 | TUR Turquia                                                                                |  | Árbitros: SRB Milija Vojinovic JPN Yoko Tomita |  |
| 15 de agosto 12:00 | Relatório | Pts: Angelo Chol (10) Rbts: Chol (7) Asts: Brandan Kearney (3) |       | Pts: Kerem Hotic, Burak Can Yildizli (7 cada) Rbts: Yildizli, Samet Geyik (7 cada) Asts: 0 |  | Árbitros: SRB Milija Vojinovic JPN Yoko Tomita |  |

| 16 de agosto 10:00 | Relatório | Israel ISR                                                                                              | 20–27 | USA Estados Unidos                                                         |  | Árbitros: GER Robert Lottermoser BRA Flávia Almeida |  |
| 16 de agosto 10:00 | Relatório | Pts: Oleksander Chernuvych (15) Rbts: Sergey Zelikman, Tom Maayan, Igor Mayor (3 cada) Asts: Maayan (1) |       | Pts: Sterling Gibbs (12) Rbts: Gibbs, Angelo Chol (6 cada) Asts: Gibbs (2) |  | Árbitros: GER Robert Lottermoser BRA Flávia Almeida |  |

| 16 de agosto 12:00 | Relatório | Turquia TUR                                                                          | 28–24 | SIN Singapura                                                                                    |  | Árbitros: MOZ Naftal Chongo KOR Kim Bo-Hui |  |
| 16 de agosto 12:00 | Relatório | Pts: Burak Cin Yildizli (15) Rbts: Yildizli (9) Asts: Yildizli, Kerem Hotic (1 cada) |       | Pts: Mingrong Jabez Su (13) Rbts: Su, Wen Qiang Russell Low, Larry Hua Sen Liew (4 cada) Asts: 0 |  | Árbitros: MOZ Naftal Chongo KOR Kim Bo-Hui |  |

| 17 de agosto 10:00 | Relatório | República Centro-Africana CAF                                                           | 25–30 | TUR Turquia                                                              |  | Árbitros: MNP Gabriel White BRA Flávia Almeida |  |
| 17 de agosto 10:00 | Relatório | Pts: Neil Londoumon (15) Rbts: Rochris Gouzhy (6) Asts: Gouzhy, Jean Mbakoutou (1 cada) |       | Pts: Burak Can Yildizli (16) Rbts: Samet Geyik (7) Asts: Kerem Hotic (2) |  | Árbitros: MNP Gabriel White BRA Flávia Almeida |  |

| 17 de agosto 12:00 | Relatório | Singapura SIN                                                                               | 14–27 | ISR Israel                                                             |  | Árbitros: URU Alejandro Sánchez Varela JPN Yoko Tomita |  |
| 17 de agosto 12:00 | Relatório | Pts: Mingrong Jabez Su, Wen Qiang Russell Low (4 cada) Rbts: Larry Hua Sen Liew (5) Asts: 0 |       | Pts: Tom Maayan, Igor Mayor (10 cada) Rbts: Mayor (9) Asts: Maayan (3) |  | Árbitros: URU Alejandro Sánchez Varela JPN Yoko Tomita |  |

| 18 de agosto 10:00 | Relatório | Estados Unidos USA                               | 31–21 | SIN Singapura                                                                 |  | Árbitros: SUI David Musard TUR Elif Inci |  |
| 18 de agosto 10:00 | Relatório | Pts: Sterling Gibbs (14) Rbts: Gibbs (9) Asts: 0 |       | Pts: Mingrong Jabez Su (9) Rbts: Su (6) Asts: Su, Larry Hua Sen Liew (1 cada) |  | Árbitros: SUI David Musard TUR Elif Inci |  |

| 18 de agosto 12:00 | Relatório | Israel ISR                                                                | 17–25 | CAF República Centro-Africana                                                         |  | Árbitros: SRB Milija Vojinovic CUB Judith Hodelin |  |
| 18 de agosto 12:00 | Relatório | Pts: Oleksander Chernuvych (10) Rbts: Igor Mayor (6) Asts: Tom Maayan (2) |       | Pts: Neil Londoumon (12) Rbts: Londoumon, Rochris Gouzhy (6 cada) Asts: Londoumon (1) |  | Árbitros: SRB Milija Vojinovic CUB Judith Hodelin |  |

| 19 de agosto 10:00 | Relatório | Turquia TUR                                                                         | 19–32 | ISR Israel                                                            |  | Árbitros: RUS Alexey Davydov BRA Flávia Almeida |  |
| 19 de agosto 10:00 | Relatório | Pts: Samet Geyik, Mertcan Ozen (7 cada) Rbts: Burak Can Yildizli (6) Asts: Ozen (1) |       | Pts: Oleksander Chernuvych (14) Rbts: Tom Maayan (6) Asts: Maayan (4) |  | Árbitros: RUS Alexey Davydov BRA Flávia Almeida |  |

| 19 de agosto 12:00 | Relatório | República Centro-Africana CAF                                    | 28–32 | USA Estados Unidos                                                                   |  | Árbitros: MOZ Naftal Chongo URU Alejandro Sánchez Varela |  |
| 19 de agosto 12:00 | Relatório | Pts: Neil Londoumon (16) Rbts: Londoumon (7) Asts: Londoumon (3) |       | Pts: Angelo Chol (14) Rbts: Chol (15) Asts: Sterling Gibbs, Brandan Kearney (1 cada) |  | Árbitros: MOZ Naftal Chongo URU Alejandro Sánchez Varela |  |

#### Grupo D
| Equipe                       | P | J | V | D | PF  | PC  | SP  |
| ---------------------------- | - | - | - | - | --- | --- | --- |
| CRO Croácia                  | 8 | 4 | 4 | 0 | 111 | 67  | +44 |
| ESP Espanha                  | 7 | 4 | 3 | 1 | 104 | 70  | +34 |
| ISV Ilhas Virgens Americanas | 6 | 4 | 2 | 2 | 90  | 84  | +6  |
| PHI Filipinas                | 5 | 4 | 1 | 3 | 98  | 95  | +3  |
| RSA África do Sul            | 4 | 4 | 0 | 4 | 33  | 120 | -87 |

| 15 de agosto 10:30 | Relatório | Espanha ESP                                                 | 27–29 | CRO Croácia                                     |  | Árbitros: RUS Alexey Davydov BRA Flávia Almeida |  |
| 15 de agosto 10:30 | Relatório | Pts: Mikel Motos (15) Rbts: Motos (5) Asts: Lluis Costa (2) |       | Pts: Matej Buovac (23) Rbts: Buovac (9) Asts: 0 |  | Árbitros: RUS Alexey Davydov BRA Flávia Almeida |  |

| 15 de agosto 12:30 | Relatório | Ilhas Virgens Americanas ISV                                                                    | 28–12 | RSA África do Sul                                      |  | Árbitros: MOZ Naftal Chongo TUR Elif Inci |  |
| 15 de agosto 12:30 | Relatório | Pts: Kadeem Jones, Rasheed Swanston (10 cada) Rbts: Swanston (7) Asts: Jones, Swanston (2 cada) |       | Pts: Siyabonga Mahlinza (6) Rbts: Mahlinza (5) Asts: 0 |  | Árbitros: MOZ Naftal Chongo TUR Elif Inci |  |

| 16 de agosto 10:30 | Relatório | Filipinas PHI                                              | 28–34 | ISV Ilhas Virgens Americanas                                                            |  | Árbitros: SIN Poh Seng Steve Goh SRB Milija Vujinovic |  |
| 16 de agosto 10:30 | Relatório | Pts: Jeron Teng (12) Rbts: Bobby Parks (5) Asts: Parks (1) |       | Pts: Kadeem Jones (16) Rbts: Amadius der Weer, Javier Martinez (5 cada) Asts: Jones (1) |  | Árbitros: SIN Poh Seng Steve Goh SRB Milija Vujinovic |  |

| 16 de agosto 12:30 | Relatório | África do Sul RSA                                      | 5–33 | ESP Espanha                                                 |  | Árbitros: MNP Gabriel White JPN Yoko Tomita |  |
| 16 de agosto 12:30 | Relatório | Pts: Siyabonga Mahlinza (3) Rbts: Mahlinza (3) Asts: 0 |      | Pts: Lluis Costa (12) Rbts: Mikel Motos (9) Asts: Costa (5) |  | Árbitros: MNP Gabriel White JPN Yoko Tomita |  |

| 17 de agosto 10:30 | Relatório | Croácia CRO                                                            | 33–4 | RSA África do Sul                                                                   |  | Árbitros: SUI David Musard KOR Kim Bo-Hui |  |
| 17 de agosto 10:30 | Relatório | Pts: Stipe Krstanovic (12) Rbts: Krstanovic (9) Asts: Matej Buovac (2) |      | Pts: Nkosinathi Festile, Siyabonga Mahlinza (2 cada) Rbts: Duke Lazarus (3) Asts: 0 |  | Árbitros: SUI David Musard KOR Kim Bo-Hui |  |

| 17 de agosto 12:30 | Relatório | Espanha ESP                                                   | 27–25 | PHI Filipinas                                                                   |  | Árbitros: BEL Renaud Geller CUB Judith Hodelin |  |
| 17 de agosto 12:30 | Relatório | Pts: Javier Medori (14) Rbts: Lluis Costa (7) Asts: Costa (3) |       | Pts: Bobby Parks (15) Rbts: Jeron Teng, Cris Tolomia (5 cada) Asts: Tolomia (1) |  | Árbitros: BEL Renaud Geller CUB Judith Hodelin |  |

| 18 de agosto 10:30 | Relatório | Ilhas Virgens Americanas ISV                                                          | 11–17 | ESP Espanha                                                 |  | Árbitros: FRA Joseph Bissang KOR Kim Bo-Hui |  |
| 18 de agosto 10:30 | Relatório | Pts: Rasheed Swanston (4) Rbts: Swanston (6) Asts: Swanston, Javier Martinez (1 cada) |       | Pts: Lluis Costa (7) Rbts: Mikel Motos (12) Asts: Motos (1) |  | Árbitros: FRA Joseph Bissang KOR Kim Bo-Hui |  |

| 18 de agosto 12:30 | Relatório | Filipinas PHI                                                                | 19–22 | CRO Croácia                                                                             |  | Árbitros: URU Alejandro Sánchez Varela USA Angelica Suffren |  |
| 18 de agosto 12:30 | Relatório | Pts: Bobby Parks, Michael Pate (7 cada) Rbts: Parks (6) Asts: Jeron Teng (1) |       | Pts: Marko Ramljak (14) Rbts: Ramljak, Stipe Krstanovic (7 cada) Asts: Matej Buovac (2) |  | Árbitros: URU Alejandro Sánchez Varela USA Angelica Suffren |  |

| 19 de agosto 10:30 | Relatório | África do Sul RSA                                                      | 12–26 | PHI Filipinas                                                      |  | Árbitros: FRA Joseph Bissang GER Robert Lottermoser |  |
| 19 de agosto 10:30 | Relatório | Pts: Siyabonga Mahlinza (6) Rbts: Mahlinza (10) Asts: Justin Paton (1) |       | Pts: Jeron Teng (11) Rbts: Michael Pate (5) Asts: Cris Tolomia (2) |  | Árbitros: FRA Joseph Bissang GER Robert Lottermoser |  |

| 19 de agosto 12:30 | Relatório | Croácia CRO                                                                             | 27–17 | ISV Ilhas Virgens Americanas                                           |  | Árbitros: SIN Poh Seng Steve Goh TUR Elif Inci |  |
| 19 de agosto 12:30 | Relatório | Pts: Matej Bouvac (17) Rbts: Marko Ramljak, Stipe Krstanovic (8 cada) Asts: Ramljak (3) |       | Pts: Javier Martinez (7) Rbts: Martinez (6) Asts: Amadius der Weer (1) |  | Árbitros: SIN Poh Seng Steve Goh TUR Elif Inci |  |

### Classificação 17–20
| Equipe            | P | J | V | D | PF | PC | SP  |
| ----------------- | - | - | - | - | -- | -- | --- |
| SIN Singapura     | 6 | 3 | 3 | 0 | 85 | 52 | +33 |
| IND Índia         | 5 | 3 | 2 | 1 | 75 | 64 | +11 |
| RSA África do Sul | 4 | 3 | 1 | 2 | 44 | 61 | -17 |
| PAN Panamá        | 3 | 3 | 0 | 3 | 55 | 82 | -27 |

| 21 de agosto 09:00 | Relatório | Índia IND                                                     | 28–22 | PAN Panamá                                                   |  | Árbitros: SUI David Musard GER Robert Lottermoser |  |
| 21 de agosto 09:00 | Relatório | Pts: Kirti Goswani (10) Rbts: Sukhjeet (6) Asts: Sukhjeet (2) |       | Pts: Enrique Grenald (11) Rbts: Darwin Archibold (6) Asts: 0 |  | Árbitros: SUI David Musard GER Robert Lottermoser |  |

| 21 de agosto 09:30 | Relatório | Singapura SIN                                                                                          | 21–12 | RSA África do Sul                                                           |  | Árbitros: RUS Alexey Davydov URU Alejandro Sánchez Varela |  |
| 21 de agosto 09:30 | Relatório | Pts: Mingrong Jabez Su (7) Rbts: Larry Hua Sen Liew (7) Asts: Su, Wen Qiang Russell Low, Liew (1 cada) |       | Pts: Nkosinathi Festile (4) Rbts: Siyabonga Mahlinza (13) Asts: Festile (2) |  | Árbitros: RUS Alexey Davydov URU Alejandro Sánchez Varela |  |

| 22 de agosto 09:00 | Relatório | África do Sul RSA                                                               | 11–27 | IND Índia                                                             |  | Árbitros: BRA Flávia Almeida KOR Kim Bo-Hui |  |
| 22 de agosto 09:00 | Relatório | Pts: Justin Paton (5) Rbts: Siyabonga Mahlinza (9) Asts: Nkosinathi Festile (1) |       | Pts: Kirti Goswani (9) Rbts: Amit Kanarjee (7) Asts: Shyam Sunder (1) |  | Árbitros: BRA Flávia Almeida KOR Kim Bo-Hui |  |

| 22 de agosto 09:30 | Relatório | Panamá PAN                                                  | 20–33 | SIN Singapura                                                                                     |  | Árbitros: MNP Gabriel White TUR Elif Inci |  |
| 22 de agosto 09:30 | Relatório | Pts: Enrique Grenald (8) Rbts: Alejandro Grant (11) Asts: 0 |       | Pts: Mingrong Jabez Su (10) Rbts: Wen Qiang Russell Low (7) Asts: Su, Larry Hua Sen Liew (3 cada) |  | Árbitros: MNP Gabriel White TUR Elif Inci |  |

| 23 de agosto 09:00 | Relatório | Índia IND                                                                            | 20–31 | SIN Singapura                                                                                            |  | Árbitros: URU Alejandro Sánchez Varela SRB Milija Vojinovic |  |
| 23 de agosto 09:00 | Relatório | Pts: Kirti Goswani (10) Rbts: Goswani, Amit Kanarjee (5 cada) Asts: Shyam Sunder (2) |       | Pts: Wen Qiang Russell Low (19) Rbts: Low, Larry Hua Sen Liew, Mingrong Jabez Su (5 cada) Asts: Liew (2) |  | Árbitros: URU Alejandro Sánchez Varela SRB Milija Vojinovic |  |

| 23 de agosto 09:30 | Relatório | África do Sul RSA                                                                                       | 21–13 | PAN Panamá                                                                        |  | Árbitros: GER Robert Lottermoser FRA Joseph Bissang |  |
| 23 de agosto 09:30 | Relatório | Pts: Nkosinathi Festile (11) Rbts: Duke Lazarus (4) Asts: Festile, Siyabonga Mahlinza, Lazarus (1 cada) |       | Pts: Enrique Grenald (8) Rbts: Alejandro Grant (10) Asts: Grenald, Grant (1 cada) |  | Árbitros: GER Robert Lottermoser FRA Joseph Bissang |  |

### Classificação 9–16
| 21 de agosto 10:00 | Relatório | Nova Zelândia NZL                                | 17–29 | IRI Irã                                                           |  | Árbitros: USA Angelica Suffren FRA Joseph Bissang |  |
| 21 de agosto 10:00 | Relatório | Pts: Michael Karena (9) Rbts: Karena (9) Asts: 0 |       | Pts: Amir Sedighi (15) Rbts: Arman Zangeneh (7) Asts: Sedighi (3) |  | Árbitros: USA Angelica Suffren FRA Joseph Bissang |  |

| 21 de agosto 10:30 | Relatório | Egito EGY                                                | 16–29 | PUR Porto Rico                                                     |  | Árbitros: BEL Renaud Geller MOZ Naftal Chongo |  |
| 21 de agosto 10:30 | Relatório | Pts: Khaled Ibrahim (7) Rbts: Romeh Elsadani (7) Asts: 0 |       | Pts: Abdiel Badillo (16) Rbts: Badillo (10) Asts: Onix Collazo (5) |  | Árbitros: BEL Renaud Geller MOZ Naftal Chongo |  |

| 21 de agosto 11:00 | Relatório | República Centro-Africana CAF                                             | 13–22 | PHI Filipinas                                                        |  | Árbitros: URU Alejandro Sánchez Varela RUS Alexey Davydov |  |
| 21 de agosto 11:00 | Relatório | Pts: Jean Mbakoutou (7) Rbts: Rochris Gouzhy (6) Asts: Neil Londoumon (2) |       | Pts: Jeron Teng (9) Rbts: Bobby Parks (9) Asts: Teng, Parks (1 cada) |  | Árbitros: URU Alejandro Sánchez Varela RUS Alexey Davydov |  |

| 21 de agosto 11:30 | Relatório | Ilhas Virgens Americanas ISV                                                           | 16–31 | TUR Turquia                                                             |  | Árbitros: SRB Milija Vojinovic BRA Flávia Almeida |  |
| 21 de agosto 11:30 | Relatório | Pts: Kadeem Jones, Rasheed Swanston (6 cada) Rbts: Javier Martinez (4) Asts: Jones (2) |       | Pts: Samet Geyik (9) Rbts: Kerem Hotic (8) Asts: Burak Can Yildizli (1) |  | Árbitros: SRB Milija Vojinovic BRA Flávia Almeida |  |

#### Classificação 13–16
| 22 de agosto 10:00 | Relatório | Nova Zelândia NZL                                                                    | 29–21 | CAF República Centro-Africana                                         |  | Árbitros: USA Angelica Suffren SIN Poh Seng Steve Goh |  |
| 22 de agosto 10:00 | Relatório | Pts: Michael Karena (10) Rbts: James Ashby (7) Asts: Ashby, Reuben te Rangi (2 cada) |       | Pts: Neil Londoumon (15) Rbts: Londoumon (7) Asts: Rochris Gouzhy (1) |  | Árbitros: USA Angelica Suffren SIN Poh Seng Steve Goh |  |

| 22 de agosto 11:30 | Relatório | Egito EGY                                                           | 28–26 | ISV Ilhas Virgens Americanas                                                                          |  | Árbitros: BEL Renaud Geller JPN Yoko Tomita |  |
| 22 de agosto 11:30 | Relatório | Pts: Khaled Ibrahim (10) Rbts: Ibrahim (7) Asts: Ahmed Karkoura (2) |       | Pts: Rasheed Swanston, Javier Martinez (9 cada) Rbts: Kadeem Jones (9) Asts: Swanston, Jones (1 cada) |  | Árbitros: BEL Renaud Geller JPN Yoko Tomita |  |

#### Classificação 9–12
| 22 de agosto 10:30 | Relatório | Irã IRI                                                                     | 19–28 | PHI Filipinas                                                          |  | Árbitros: SUI David Musard CUB Judith Hodelin |  |
| 22 de agosto 10:30 | Relatório | Pts: Amir Sedighi (10) Rbts: Arman Zangeneh (5) Asts: Sajjad Mashayekhi (1) |       | Pts: Bobby Parks (10) Rbts: Parks (5) Asts: Parks, Jeron Teng (2 cada) |  | Árbitros: SUI David Musard CUB Judith Hodelin |  |

| 22 de agosto 11:00 | Relatório | Porto Rico PUR                                                            | 30–28 | TUR Turquia                                                                                      |  | Árbitros: FRA Joseph Bissang URU Alejandro Sánchez Varela |  |
| 22 de agosto 11:00 | Relatório | Pts: Kristian Medina (13) Rbts: Abdiel Badillo (8) Asts: Onix Collazo (2) |       | Pts: Samet Geyik (10) Rbts: Geyik, Kerem Hotic (5 cada) Asts: Burak Can Yildizli, Hotic (2 cada) |  | Árbitros: FRA Joseph Bissang URU Alejandro Sánchez Varela |  |

#### Disputa pelo 15º lugar
| 23 de agosto 10:00 | Relatório | República Centro-Africana CAF                                              | 29–16 | ISV Ilhas Virgens Americanas                                        |  | Árbitros: MOZ Naftal Chongo RUS Alexey Davydov |  |
| 23 de agosto 10:00 | Relatório | Pts: Neil Londoumon (16) Rbts: Jean Mbakoutou (8) Asts: Rochris Gouzhy (1) |       | Pts: Rasheed Swanston (9) Rbts: Swanston (8) Asts: Kadeem Jones (2) |  | Árbitros: MOZ Naftal Chongo RUS Alexey Davydov |  |

#### Disputa pelo 13º lugar
| 23 de agosto 10:30 | Relatório | Nova Zelândia NZL                                                     | 26–29 | EGY Egito                                                          |  | Árbitros: BEL Renaud Geller SUI David Musard |  |
| 23 de agosto 10:30 | Relatório | Pts: James Ashby, Ben Fraser (8 cada) Rbts: Ashby (8) Asts: Ashby (2) |       | Pts: Assem Elgindy (12) Rbts: Elgindy (8) Asts: Ahmed Karkoura (2) |  | Árbitros: BEL Renaud Geller SUI David Musard |  |

#### Disputa pelo 11º lugar
| 23 de agosto 11:00 | Relatório | Irã IRI                                                                         | 31–25 | TUR Turquia                                                               |  | Árbitros: MOZ Naftal Chongo RUS Alexey Davydov |  |
| 23 de agosto 11:00 | Relatório | Pts: Mohammad Ojaghi (14) Rbts: Ojaghi, Amir Sedighi (6 cada) Asts: Sedighi (4) |       | Pts: Kerem Hotic (10) Rbts: Mertcan Ozen (5) Asts: Burak Can Yildizli (2) |  | Árbitros: MOZ Naftal Chongo RUS Alexey Davydov |  |

#### Disputa pelo 9º lugar
| 23 de agosto 11:30 | Relatório | Filipinas PHI                                              | 34–23 | PUR Porto Rico                                                                            |  | Árbitros: SUI David Musard BEL Renaud Geller |  |
| 23 de agosto 11:30 | Relatório | Pts: Bobby Parks (13) Rbts: Parks (7) Asts: Jeron Teng (1) |       | Pts: Ángel Torres, Kristian Medina (9 cada) Rbts: Medina, Abdiel Badillo (6 cada) Asts: 0 |  | Árbitros: SUI David Musard BEL Renaud Geller |  |

### Fase final
|  | Quartas-de-final     | Quartas-de-final     |                      |            | Semifinais         | Semifinais |  |  | Final                | Final |
|  |                      |                      |                      |            |                    |            |  |  |                      |       |
|  | 21 de agosto – 14:00 |                      |                      |            |                    |            |  |  |                      |       |
|  |                      |                      |                      |            |                    |            |  |  |                      |       |
|  | SRB Sérvia           | 33                   |                      |            |                    |            |  |  |                      |       |
|  | SRB Sérvia           | 33                   | 22 de agosto – 14:30 |            |                    |            |  |  |                      |       |
|  | LTU Lituânia         | 22                   |                      |            |                    |            |  |  |                      |       |
|  | LTU Lituânia         | 22                   | SRB Sérvia           | 34         |                    |            |  |  |                      |       |
|  | 21 de agosto – 15:00 |                      | SRB Sérvia           | 34         |                    |            |  |  |                      |       |
|  |                      | USA Estados Unidos   | 29                   |            |                    |            |  |  |                      |       |
|  | USA Estados Unidos   | USA Estados Unidos   | 29                   | 28         |                    |            |  |  |                      |       |
|  | USA Estados Unidos   |                      | 23 de agosto – 16:00 | 28         |                    |            |  |  |                      |       |
|  | ESP Espanha          | 19                   |                      |            |                    |            |  |  |                      |       |
|  | ESP Espanha          | 19                   | SRB Sérvia           | 22         |                    |            |  |  |                      |       |
|  | 21 de agosto – 14:30 |                      | SRB Sérvia           | 22         |                    |            |  |  |                      |       |
|  |                      | CRO Croácia          | 9                    |            |                    |            |  |  |                      |       |
|  | ARG Argentina        | CRO Croácia          | 9                    | 24         |                    |            |  |  |                      |       |
|  | ARG Argentina        | 22 de agosto – 15:00 |                      | 24         |                    |            |  |  |                      |       |
|  | GRE Grécia           | 25                   |                      |            |                    |            |  |  |                      |       |
|  | GRE Grécia           | 25                   | GRE Grécia           | 30         | 3º lugar           | 3º lugar   |  |  |                      |       |
|  | 21 de agosto – 15:30 |                      | GRE Grécia           | 30         | 3º lugar           | 3º lugar   |  |  |                      |       |
|  |                      | CRO Croácia          | 33                   |            |                    |            |  |  |                      |       |
|  | CRO Croácia          | CRO Croácia          | 33                   | 24         | USA Estados Unidos | 25         |  |  |                      |       |
|  | CRO Croácia          |                      |                      | 24         | USA Estados Unidos | 25         |  |  |                      |       |
|  | ISR Israel           | 21                   |                      | GRE Grécia | 34                 |            |  |  |                      |       |
|  | ISR Israel           | 21                   |                      |            | 34                 |            |  |  |                      |       |
|  |                      |                      |                      |            |                    |            |  |  | 23 de agosto – 15:00 |       |
|  |                      |                      |                      |            |                    |            |  |  |                      |       |

#### Quartas-de-final
| 21 de agosto 14:00 | Relatório | Sérvia SRB                                                    | 33–22 | LTU Lituânia                                                                   |  | Árbitros: GER Robert Lottermoser SUI David Musard |  |
| 21 de agosto 14:00 | Relatório | Pts: Marko Radonjic (20) Rbts: Nemanja Bezbradica (6) Asts: 0 |       | Pts: Rokas Narkevicius (12) Rbts: Mantas Mockevicius (7) Asts: Mockevicius (3) |  | Árbitros: GER Robert Lottermoser SUI David Musard |  |

| 21 de agosto 14:30 | Relatório | Argentina ARG                                                                                         | 24–25 | GRE Grécia                                                                           |  | Árbitros: FRA Joseph Bissang USA Angelica Suffren |  |
| 21 de agosto 14:30 | Relatório | Pts: Tomás Zanzottera (11) Rbts: Zanzottera (7) Asts: Zanzottera, Juan Rossi, Martín Massone (1 cada) |       | Pts: Spyridon Panagiotaras (9) Rbts: Emmanuel Tselentakis (7) Asts: Panagiotaras (2) |  | Árbitros: FRA Joseph Bissang USA Angelica Suffren |  |

| 21 de agosto 15:00 | Relatório | Estados Unidos USA                                                                   | 28–18 | ESP Espanha                                                |  | Árbitros: RUS Alexey Davydov URU Alejandro Sánchez Varela |  |
| 21 de agosto 15:00 | Relatório | Pts: Sterling Gibbs (12) Rbts: Angelo Chol (10) Asts: Chol, Brandan Kearney (1 cada) |       | Pts: Mikel Motos (9) Rbts: Lluis Costa (4) Asts: Costa (2) |  | Árbitros: RUS Alexey Davydov URU Alejandro Sánchez Varela |  |

| 21 de agosto 15:30 | Relatório | Croácia CRO                                            | 24–21 | ISR Israel                                                               |  | Árbitros: BEL Renaud Geller MOZ Naftal Chongo |  |
| 21 de agosto 15:30 | Relatório | Pts: Matej Buovac (11) Rbts: Marko Ramljak (6) Asts: 0 |       | Pts: Oleksander Chernuvych (6) Rbts: Igor Mayor (6) Asts: Tom Maayan (1) |  | Árbitros: BEL Renaud Geller MOZ Naftal Chongo |  |

#### Classificação 5–8
| 22 de agosto 14:00 | Relatório | Lituânia LTU | 34–14 | ESP Espanha                                                  |  | Árbitros: SRB Milija Vojinovic MOZ Naftal Chongo |  |
| 22 de agosto 14:00 | Relatório | Pts: Marijus Uzupis (15) Rbts: Uzupis (8) Asts: Martynas Paliukenas, Mantas Mockevicius, Rokas Narkevicius (2 cada) |       | Pts: Lluis Costa (5) Rbts: Javier Medori (3) Asts: Costa (1) |  | Árbitros: SRB Milija Vojinovic MOZ Naftal Chongo |  |

| 22 de agosto 15:30 | Relatório | Argentina ARG                                           | 22–33 | ISR Israel                                                                                    |  | Árbitros: SUI David Musard CUB Judith Hodelin |  |
| 22 de agosto 15:30 | Relatório | Pts: Tomás Zanzottera (13) Rbts: Zanzottera (6) Asts: 0 |       | Pts: Sergey Zelikman (14) Rbts: Zelikman (8) Asts: Oleksander Chernuvych, Tom Maayan (2 cada) |  | Árbitros: SUI David Musard CUB Judith Hodelin |  |

#### Semifinal
| 22 de agosto 14:30 | Relatório | Sérvia SRB                                                                        | 34–29 | USA Estados Unidos                                                                          |  | Árbitros: FRA Joseph Bissang URU Alejandro Sánchez Varela |  |
| 22 de agosto 14:30 | Relatório | Pts: Sasa Avramovic (15) Rbts: Avramovic (9) Asts: Stefan Popovski-Turanjanin (1) |       | Pts: Sterling Gibbs (13) Rbts: Angelo Chol (9) Asts: Brandan Kearney, Kyle Caudill (1 cada) |  | Árbitros: FRA Joseph Bissang URU Alejandro Sánchez Varela |  |

| 22 de agosto 15:00 | Relatório | Grécia GRE                                                                              | 30–33 | CRO Croácia                                                                     |  | Árbitros: GER Robert Lottermoser RUS Alexey Davydov |  |
| 22 de agosto 15:00 | Relatório | Pts: Theodoros Tsiloulis (14) Rbts: Lampros Vlachos (9) Asts: Spyridon Panagiotaras (2) |       | Pts: Marko Ramljak (24) Rbts: Ramljak (11) Asts: Ramljak, Matej Buovac (1 cada) |  | Árbitros: GER Robert Lottermoser RUS Alexey Davydov |  |

#### Disputa pelo 7º lugar
| 23 de agosto 14:00 | Relatório | Espanha ESP                                                  | 13–23 | ARG Argentina                                                   |  | Árbitros: BEL Renaud Geller SUI David Musard |  |
| 23 de agosto 14:00 | Relatório | Pts: Lluis Costa (7) Rbts: Javier Medori (6) Asts: Costa (1) |       | Pts: Juan Rossi (13) Rbts: Rossi (8) Asts: Tomás Zanzottera (2) |  | Árbitros: BEL Renaud Geller SUI David Musard |  |

#### Disputa pelo 5º lugar
| 23 de agosto 14:30 | Relatório | Lituânia LTU                                                                   | 28–24 | ISR Israel                                                                     |  | Árbitros: RUS Alexey Davydov MOZ Naftal Chongo |  |
| 23 de agosto 14:30 | Relatório | Pts: Rokas Narkevicius (13) Rbts: Narkevicius (5) Asts: Mantas Mockevicius (3) |       | Pts: Oleksander Chernuvych (12) Rbts: Tom Maayan (7) Asts: Sergey Zelikman (2) |  | Árbitros: RUS Alexey Davydov MOZ Naftal Chongo |  |

#### Disputa pelo bronze
| 23 de agosto 15:30 | Relatório | Estados Unidos USA                                                                         | 25–34 | GRE Grécia                                                                                         |  | Árbitros: SRB Milija Vojinovic URU Alejandro Sánchez Varela |  |
| 23 de agosto 15:30 | Relatório | Pts: Sterling Gibbs (15) Rbts: Angelo Chol (5) Asts: Gibbs, Brandan Kearney, Chol (1 cada) |       | Pts: Theodoros Tsiloulis (16) Rbts: Tsiloulis, Emmanuel Tselentakis (4 cada) Asts: Tselentakis (1) |  | Árbitros: SRB Milija Vojinovic URU Alejandro Sánchez Varela |  |

#### Final
| 23 de agosto 16:30 | Relatório | Sérvia SRB                                                                                      | 22–9 | CRO Croácia                                                        |  | Árbitros: FRA Joseph Bissang GER Robert Lottermoser |  |
| 23 de agosto 16:30 | Relatório | Pts: Sasa Avramovic (10) Rbts: Marko Radonjic (14) Asts: Avramovic, Nemanja Bezbradica (1 cada) |      | Pts: Matej Buovac (4) Rbts: Buovac, Marko Ramljak (7 cada) Asts: 0 |  | Árbitros: FRA Joseph Bissang GER Robert Lottermoser |  |

## Classificação final
| Pos.              | Equipe                        |
| ----------------- | ----------------------------- |
| Medalha de ouro   | SRB Sérvia                    |
| Medalha de prata  | CRO Croácia                   |
| Medalha de bronze | GRE Grécia                    |
| 4                 | USA Estados Unidos            |
| 5                 | LTU Lituânia                  |
| 6                 | ISR Israel                    |
| 7                 | ARG Argentina                 |
| 8                 | ESP Espanha                   |
| 9                 | PHI Filipinas                 |
| 10                | PUR Porto Rico                |
| 11                | IRI Irã                       |
| 12                | TUR Turquia                   |
| 13                | EGY Egito                     |
| 14                | NZL Nova Zelândia             |
| 15                | CAF República Centro-Africana |
| 16                | ISV Ilhas Virgens Americanas  |
| 17                | SIN Singapura                 |
| 18                | IND Índia                     |
| 19                | RSA África do Sul             |
| 20                | PAN Panamá                    |